# Federico Valverde
Federico Santiago Valverde Dipetta (phát âm tiếng Tây Ban Nha: [feðeˈɾiko βalˈβeɾðe]; sinh ngày 22 tháng 7 năm 1998) là một cầu thủ bóng đá chuyên nghiệp người Uruguay hiện đang thi đấu ở vị trí tiền vệ cho câu lạc bộ La Liga Real Madrid và đội tuyển bóng đá quốc gia Uruguay. Được đánh giá là một trong những tiền vệ xuất sắc nhất thế giới trong thế hệ của mình, anh nổi tiếng nhờ lối chơi giàu tốc độ, sức bền bỉ, khả năng rê bóng tốt và khả năng sút xa thượng hạng, ngoài ra anh còn có thể triển khai ở mọi vị trí khác nhau trên sân.
Valverde bắt đầu sự nghiệp chuyên nghiệp của mình với Peñarol vào năm 2015, giành chức vô địch Primera División Uruguay trong mùa giải đầu tiên. Năm 2016, anh gia nhập Real Madrid, ban đầu chơi cho đội dự bị của câu lạc bộ. Anh ra mắt đội một vào năm 2017 và kể từ đó đã có hơn 150 lần ra sân cho câu lạc bộ, giành hai danh hiệu La Liga, hai cúp FIFA Club World Cup, một danh hiệu UEFA Champions League, một siêu cúp châu Âu và một cúp Copa del Rey. Anh đã giành được giải Quả bóng bạc FIFA Club World Cup năm 2022 và được đưa vào đội hình tiêu biểu La Liga mùa giải 2023.
Valverde ra mắt lần đầu trong màu áo đội tuyển Uruguay vào năm 2017 và kể từ đó anh đã đại diện cho đất nước của mình tham dự tại Copa America 2019, Copa America 2021, FIFA World Cup 2022 và Copa America 2024, nơi anh cùng với các đồng đội giành hạng ba chung cuộc.

## Sự nghiệp câu lạc bộ

### Sự nghiệp ban đầu
Valverde đã dành phần lớn ở đội bóng trẻ Peñarol, nơi anh nhanh chóng tạo được ấn tượng; anh đã có trận ra mắt cho đội một trong trận mở màn mùa giải 2015–16, gặp Cerro. Anh thu hút sự quan tâm của các câu lạc bộ châu Âu như Arsenal, Barcelona, Chelsea và Real Madrid.

### Real Madrid
Tháng 7 năm 2016, Valverde chuyển đến Real Madrid và được giao cho đội dự bị Castilla của họ. Anh ra mắt Castilla vào hai tháng sau trong trận gặp Real Unión, trận đấu này mà đội bóng anh phải nhận thất bại. Anh ra sân thường xuyên cho Castilla trong mùa giải đầu tiên và ghi bàn thắng đầu tiên vào lưới Albacete vào tháng 12 năm 2016.
Về tầm quan trọng ngày càng tăng của Valverde đối với đội bóng, ngày 29 tháng 1 năm 2017, huấn luyện viên Castilla Santiago Solari cho biết: "Tôi rất hài lòng với cậu ấy. Federico đã thích nghi rất tốt với câu lạc bộ và đất nước. Cậu ấy luôn tạo ra sự đặc biệt ở hàng tiền vệ."

#### Cho mượn tại Deportivo La Coruña
Ngày 22 tháng 6 năm 2017, Valverde được đội bóng Deportivo de La Coruña ở La Liga cho mượn một năm. Anh có trận ra mắt tại La Liga vào ngày 10 tháng 9, vào sân thay cho Fede Cartabia trong trận thua 2–4 trên sân nhà trước Real Sociedad. Với tổng cộng, anh đã có 24 lần ra sân trong suốt mùa giải, khi đội bóng anh phải xuống hạng.

#### 2019–nay: Đội hình đột phá đầu tiên

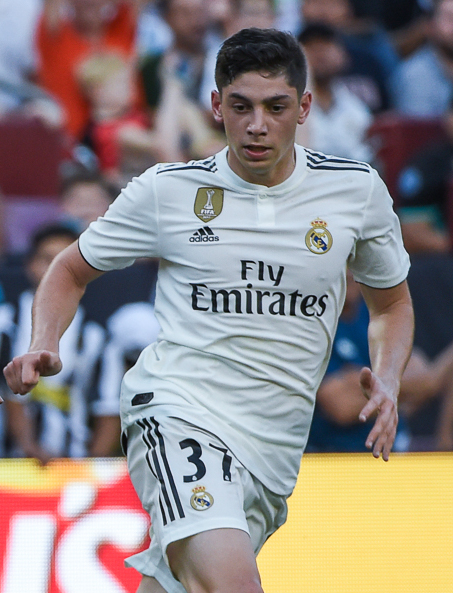
Valverde với Real Madrid năm 2018

Với sự trở lại dẫn dắt Real Madrid của Zinedine Zidane và sự ra đi của Marcos Llorente, Valverde đã bứt phá để trở thành cầu thủ chủ chốt của đội bóng trong mùa giải 2019–20. Ngày 9 tháng 11 năm 2019, anh ghi bàn thắng đầu tiên cho Real Madrid, trong chiến thắng 4–0 trước Eibar.
Ngày 12 tháng 1 năm 2020, Valverde phạm lỗi với Álvaro Morata trong trận gặp Atlético Madrid ở chung kết Supercopa de España, phạm lỗi chuyên nghiệp và dừng trận đấu khi Morata dứt điểm trúng đích. Valverde phải nhận thẻ đỏ trực tiếp và bị đuổi khỏi sân, nhưng hành động của anh là ngăn chặn bàn thắng của đối phương, buộc phải kéo tới loạt sút luân lưu mà Real Madrid đã giành chức vô địch, và mang về cho anh danh hiệu Cầu thủ xuất sắc nhất trận cùng sự khen ngợi rộng rãi. Sau đó, huấn luyện viên Atlético Madrid, Diego Simeone cũng gọi cú đạp là "vở kịch quan trọng nhất của trận đấu". Với tổng cộng, anh đã có 33 lần ra sân trong mùa giải, khi Real Madrid lên ngôi vô địch La Liga 2019–20.
Ngày 27 tháng 9, Valverde ghi bàn thắng đầu tiên cho Real Madrid trong mùa giải 2020–21, trong trận chiến thắng 3–2 trước Betis ở La Liga và được vinh danh là 'King of The Match'. Đây cũng là trận thứ 50 của anh ở La Liga cho Los Blancos. Một tháng sau, anh ghi bàn chỉ sau 5 phút trong chiến thắng 3–1 trên sân Camp Nou trước Barcelona. Anh đã trở thành cầu thủ Uruguay thứ hai ghi bàn trong trận El Clásico (sau Luis Suárez) và là cầu thủ đầu tiên cho Real Madrid. Một tuần sau, Valverde lại ghi bàn vào lưới Huesca, trong chiến thắng 4–1 ở sân Alfredo Di Stéfano Stadium. Đây là bàn thắng thứ ba của anh trong mùa giải cũng coi là cầu thủ này ghi nhiều bàn thắng hơn trong cả mùa giải trước.
Ngày 24 tháng 8 năm 2021, Valverde gia hạn hợp đồng đến năm 2027. Anh ghi bàn thắng thứ ba cho Real Madrid vào ngày 12 tháng 1 năm 2022, ghi bàn trong hiệp phụ trận bán kết Supercopa de España, gặp Barcelona, giúp đội bóng ẩn định chiến thắng 3–2, giải đấu này mà Real Madrid cuối cùng lên ngôi vô địch. Ngày 28 tháng 5, anh thực hiện pha kiến tạo cho Vinícius Júnior ghi bàn ấn định chiến thắng 1–0 trước Liverpool ở trận Chung kết UEFA Champions League 2022, để giành chức vô địch UEFA Champions League lần thứ 14 cho Real Madrid.

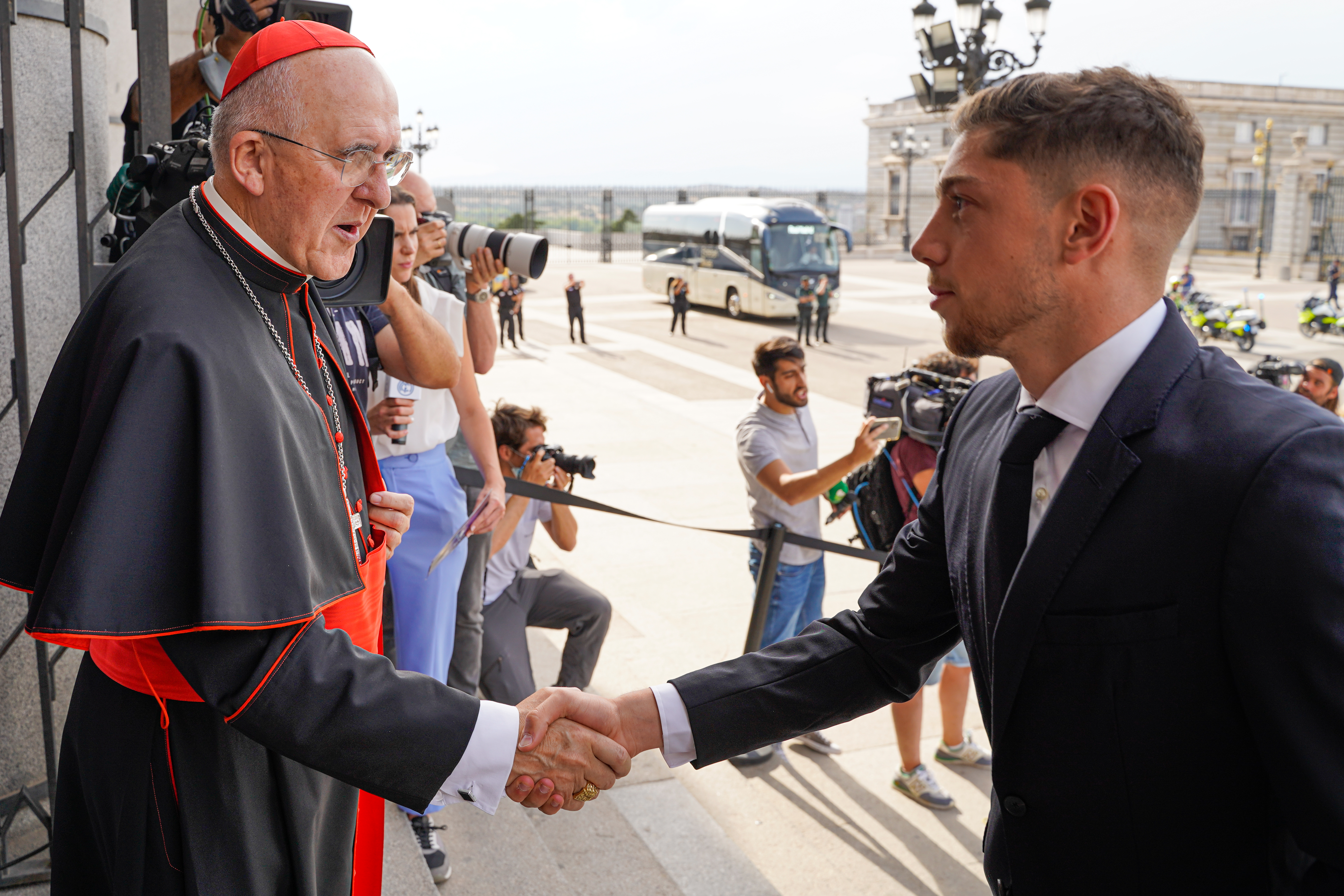
Valverde trong buổi lễ trao cúp tại Virgin of Almudena năm 2022

Ngày 14 tháng 9 năm 2022, anh ghi bàn thắng đầu tiên tại Champions League, trong chiến thắng 2–0 trước RB Leipzig.

## Sự nghiệp quốc tế

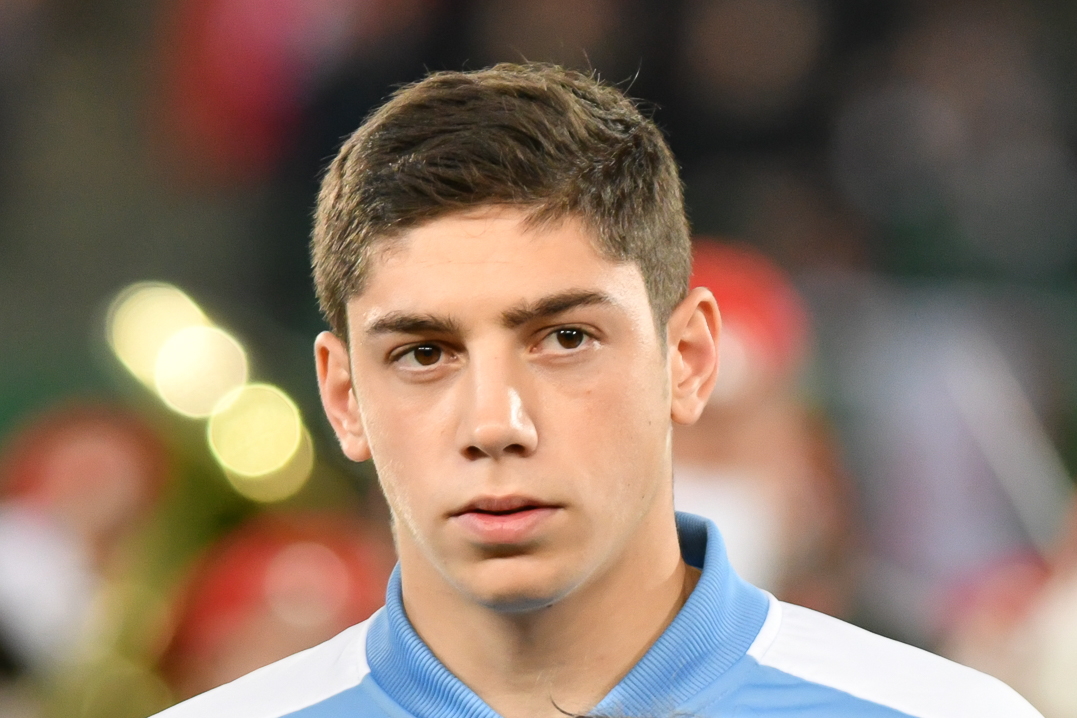
Valverde thi đấu cho Uruguay năm 2017

Valverde đã được trao giải Quả bóng bạc tại FIFA U-20 World Cup 2017, khi Uruguay đứng thứ tư ở giải đấu.
Valverde được gọi lên đội tuyển quốc gia Uruguay lần đầu vào tháng 8 năm 2017. Anh có trận ra đội tuyển quốc gia vào ngày 5 tháng 9, và ghi bàn thắng quốc tế đầu tiên trong trận đấu gặp Paraguay.
Valverde ban đầu được đưa vào danh sách tạm thời gồm 26 cầu thủ Uruguay tham dự FIFA World Cup 2018, nhưng anh đã bị loại khỏi danh sách 23 cầu thủ cuối cùng.
Valverde được huấn luyện viên Óscar Tabárez triệu tập vào danh sách 23 cầu thủ tuyển Uruguay cho Copa América 2019 tại Brazil. Trong trận tứ kết gặp Peru vào ngày 29 tháng 6, khi tỷ số hòa 0–0 sau thời gian quy định khiến trận đấu phải bước vào loạt sút luân lưu; Uruguay nhận thất bại trong loạt luân lưu với tỷ số 4–5 và bị loại khỏi giải đấu.
Tháng 6 năm 2021, anh được triệu tập đội tuyển Uruguay tham dự Copa América 2021.

## Thống kê sự nghiệp

### Câu lạc bộ
Tính đến ngày 1 tháng 6 năm 2024
| Câu lạc bộ                 | Mùa giải  | Giải đấu | Giải đấu | Cúp quốc gia | Cúp quốc gia | Châu lục | Châu lục | Khác | Khác | Tổng cộng | Tổng cộng |
| Câu lạc bộ                 | Mùa giải  | Trận     | Bàn      | Trận         | Bàn          | Trận     | Bàn      | Trận | Bàn  | Trận      | Bàn       |
| -------------------------- | --------- | -------- | -------- | ------------ | ------------ | -------- | -------- | ---- | ---- | --------- | --------- |
| Peñarol                    | 2016      | 12       | 0        | —            | —            | 1        | 0        | —    | —    | 13        | 0         |
| Real Madrid Castilla       | 2016–17   | 30       | 3        | —            | —            | —        | —        | —    | —    | 30        | 3         |
| Deportivo La Coruña (mượn) | 2017–18   | 24       | 0        | 1            | 0            | —        | —        | —    | —    | 25        | 0         |
| Real Madrid                | 2018–19   | 16       | 0        | 5            | 0            | 4        | 0        | —    | —    | 25        | 0         |
| Real Madrid                | 2019–20   | 33       | 2        | 3            | 0            | 6        | 0        | 2    | 0    | 44        | 2         |
| Real Madrid                | 2020–21   | 24       | 3        | 1            | 0            | 7        | 0        | 1    | 0    | 33        | 3         |
| Real Madrid                | 2022–23   | 34       | 7        | 6            | 0            | 11       | 2        | 5    | 3    | 56        | 12        |
| Real Madrid                | 2023–24   | 37       | 2        | 2            | 0            | 13       | 1        | 2    | 0    | 54        | 3         |
| Real Madrid                | Tổng cộng | 175      | 14       | 19           | 0            | 52       | 3        | 12   | 4    | 258       | 21        |
| Tổng cộng                  | Tổng cộng | 241      | 17       | 20           | 0            | 53       | 3        | 12   | 4    | 326       | 24        |

1. ↑  Bao gồm Copa del Rey và Supercopa de España.

### Quốc tế
Tính đến ngày 13 tháng 7 năm 2024
| Uruguay   | Uruguay | Uruguay |
| Năm       | Trận    | Bàn     |
| --------- | ------- | ------- |
| 2017      | 4       | 1       |
| 2018      | 4       | 0       |
| 2019      | 12      | 1       |
| 2020      | 2       | 0       |
| 2021      | 13      | 1       |
| 2022      | 12      | 1       |
| 2023      | 8       | 2       |
| 2024      | 7       | 1       |
| Tổng cộng | 62      | 7       |

### Bàn thắng quốc tế
Bàn thắng và kết quả của Uruguay được để trước.
| #  | Ngày                | Địa điểm                                              | Đối thủ  | Bàn thắng | Kết quả | Giải đấu                      |
| -- | ------------------- | ----------------------------------------------------- | -------- | --------- | ------- | ----------------------------- |
| 1. | 5 tháng 9 năm 2017  | Sân vận động Defensores del Chaco, Asunción, Paraguay | Paraguay | 1–0       | 2–1     | Vòng loại FIFA World Cup 2018 |
| 2. | 7 tháng 6 năm 2019  | Sân vận động Centenario, Montevideo, Uruguay          | Panamá   | 3–0       | 3–0     | Giao hữu                      |
| 3. | 5 tháng 9 năm 2021  | Sân vận động Campeón del Siglo, Montevideo, Uruguay   | Bolivia  | 2–0       | 4–2     | Vòng loại FIFA World Cup 2022 |
| 4. | 29 tháng 3 năm 2022 | Sân vận động San Carlos de Apoquindo, Santiago, Chile | Chile    | 2–0       | 2–0     | Vòng loại FIFA World Cup 2022 |
| 5. | 24 tháng 3 năm 2023 | Sân vận động Quốc gia Nhật Bản, Tokyo, Nhật Bản       | Nhật Bản | 1–0       | 1–1     | Giao hữu                      |
| 6. | 8 tháng 9 năm 2023  | Sân vận động Centenario, Montevideo, Uruguay          | Chile    | 2–1       | 3–1     | Vòng loại FIFA World Cup 2026 |
| 7. | 27 tháng 6 năm 2024 | Sân vận động MetLife, East Rutherford, Hoa Kỳ         | Bolivia  | 4–0       | 5–0     | Copa América 2024             |

## Danh hiệu

### Câu lạc bộ

#### Peñarol
- Primera División: 2015–16

#### Real Madrid
- La Liga: 2019–20, 2021–22, 2023–24
- Copa del Rey: 2022–23
- Supercopa de España: 2019–20, 2021–22, 2023–24
- UEFA Champions League: 2021–22, 2023–24
- UEFA Super Cup: 2022, 2024
- FIFA Club World Cup: 2018, 2022
- FIFA Intercontinental Cup: 2024

### Cá nhân
- FIFA U-20 World Cup Silver Ball: 2017